# Versalles (kommun)
Versalles är en kommun i Colombia.   Den ligger i departementet Valle del Cauca, i den centrala delen av landet, 240 km väster om huvudstaden Bogotá. Antalet invånare är 8 270. Arean är 352 kvadratkilometer.
Terrängen i Versalles är huvudsakligen bergig, men åt nordost är den kuperad.